# Pseudotrigonocnemis poirieri
Pseudotrigonocnemis poirieri är en skalbaggsart som beskrevs av Keith 2007. Pseudotrigonocnemis poirieri ingår i släktet Pseudotrigonocnemis och familjen Rutelidae. Inga underarter finns listade i Catalogue of Life.